# Bezirk Münchwilen
Bezirk Münchwilen är ett av de fem distrikten i kantonen Thurgau i Schweiz. 
Distriktet har cirka 46 000 invånare.
Distriktet består av 13 kommuner:

- Aadorf
- Bettwiesen
- Bichelsee-Balterswil
- Braunau
- Eschlikon
- Fischingen
- Lommis
- Münchwilen
- Rickenbach
- Sirnach
- Tobel-Tägerschen
- Wilen
- Wängi

Samtliga kommuner i distriktet är tyskspråkiga.